# Omkeerinrichting
Een omkeerinrichting is een mechanisme dat een dieselmotor in staat stelt de draairichting om te keren zonder gebruik te maken van een tandwielreductie met keerkoppeling. Dit is noodzakelijk bij langzaamlopende scheepsdieselmotoren met een directe aandrijving van een schroef zonder verstelbare bladen. Bij een verstelbare schroef, dieselelektrische voortstuwing of een tandwielreductie is deze inrichting niet nodig.

## Werking
Om de draairichting om te kunnen keren, dient de omkeerinrichting:
- de aanzetkleppen voor de startlucht te kunnen verzetten
- het inspuitmoment van de brandstofpompen aan te kunnen passen
- de openings- en sluitingstijden van de inlaat- en uitlaatkleppen aan te kunnen passen

Dit kan bereikt worden door de nokkenas(sen) te verdraaien. Bij modernere motoren hoeven de kleppen niet altijd versteld te worden, zodat ook volstaan kan worden met het verstellen van de nokkenstand van de brandstofpompen. Daarnaast maakt ook een beveiliging tegen de verkeerde draairichting deel uit van het mechanisme.

## Geschiedenis
De eerste omkeerinrichting werd in 1906 ontworpen door de Zweedse ingenieur Jonas Hesselman. Dankzij deze vinding werd het mogelijk om motorschepen te bouwen.